# 一柳直照
一柳 直照（ひとつやなぎ なおてる）は、江戸時代前期の旗本。伊予国西条藩主一柳直重の二男で、5000石を分知されて旗本家を興し、同国宇摩郡津根村八日市（現在の愛媛県四国中央市土居町津根）に八日市陣屋を置いた。

## 生涯
寛永3年（1626年）、一柳直重の二男として、伊勢神戸（現在の三重県鈴鹿市神戸）に生まれる。『寛政重修諸家譜』では母は菊亭大納言公矩の娘とあるが、一柳家の史料をもとに編纂された『一柳家史紀要』では、直重の側室の長養院殿（一柳盛晴の娘）であるという。
寛永15年（1638年）11月、13歳で徳川家光に拝謁。正保2年（1645年）に西条藩主であった父の直重が死去すると、同年12月に遺領3万石を兄の一柳直興（西条藩主）が2万5000石、直照が5000石（宇摩郡内）で分割して相続が行われた。直照は津根村八日市に陣屋（八日市陣屋）を置いた。正保4年（1647年）、暇を賜って知行地に赴く。
万治3年（1660年）頃までに室川と加茂川の河口の間に干拓され開かれた5か所の新田は「半弥新田（あるいは半弥新開）」の名で総称されているが、『西条誌』によればこれは直照（一柳半弥）にちなむものという。ただし、本家の城下付近まで分家が開拓するのは不審であるという異論もある。
寛文5年（1665年）に兄の一柳直興が改易されると、祭祀を継いだという。この年、宇摩郡内の幕府領722石（あるいは651石）が直照に与えられており、『愛媛県史』では西条一柳家の祭祀料ではないかと推測している。
寛文7年（1667年）4月5日没、42歳。麻布の妙祝寺に葬られた。家督は子の一柳直増が継いだ。

## 備考
- 直照の家は、子の一柳直増の代に播磨国美嚢郡に移され、高木陣屋5000石の大身旗本として幕末まで続いた。江戸時代後期には一柳直敬が甲府勤番支配、一柳直方が浦賀奉行・日光奉行を務めている。